# Ковеси (Лодзинське воєводство)
Ковеси (пол. Kowiesy) — село в Польщі, у гміні Ковеси Скерневицького повіту Лодзинського воєводства.
Населення — 250 осіб (2011).
У 1975-1998 роках село належало до Скерневицького воєводства.

## Демографія
Демографічна структура станом на 31 березня 2011 року:
|          | Загалом | Допрацездатний вік | Працездатний вік | Постпрацездатний вік |
| -------- | ------- | ------------------ | ---------------- | -------------------- |
| Чоловіки | 129     | 25                 | 96               | 8                    |
| Жінки    | 121     | 17                 | 81               | 23                   |
| Разом    | 250     | 42                 | 177              | 31                   |